# David Kalisch

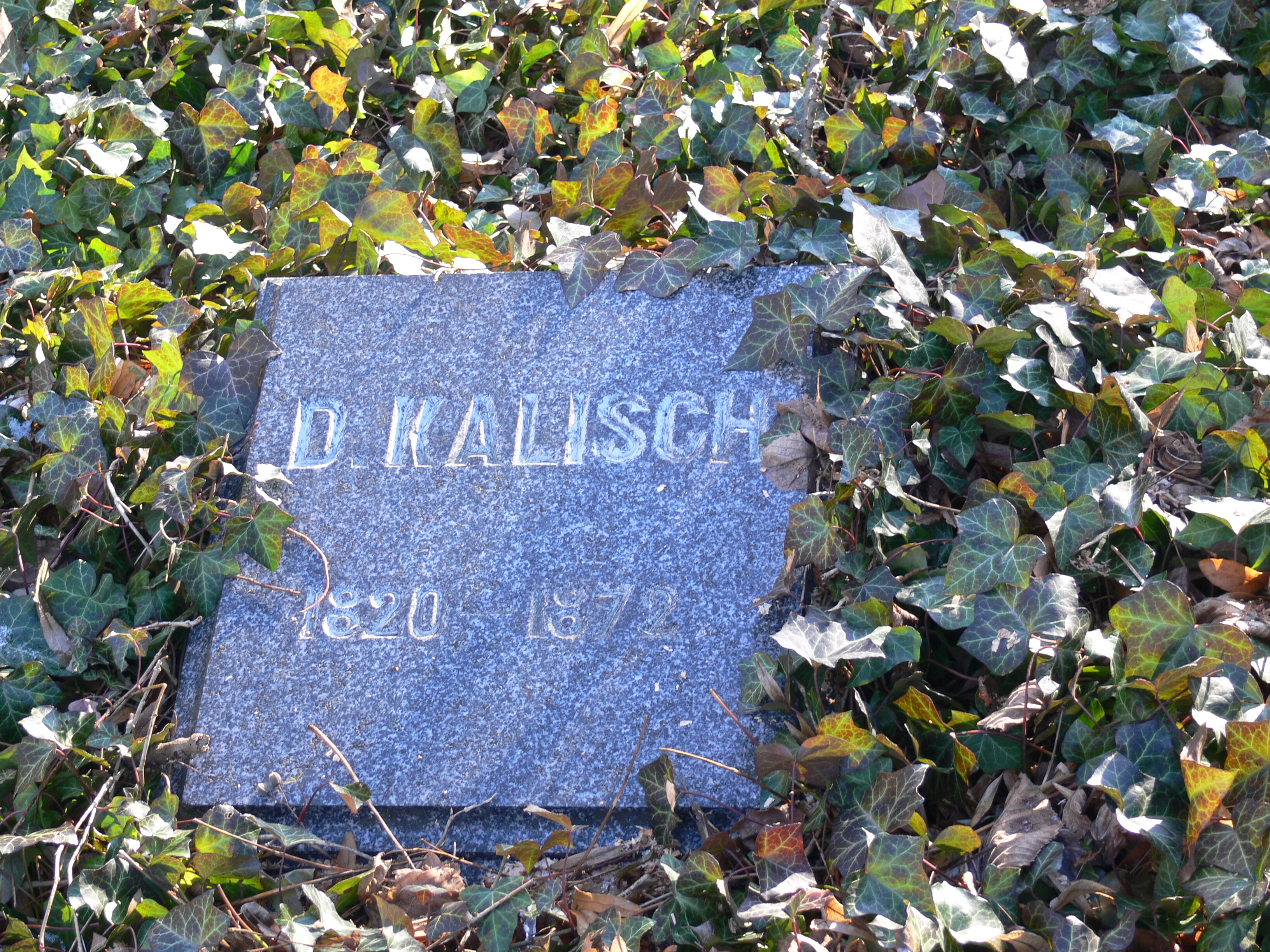
Kalischs grav på gamla St.-Matthäus-kyrkogården i Berlin-Schöneberg

David Kalisch, född 23 februari 1820 i Breslau, död 21 augusti 1872 i Berlin, var en tysk fars- och kuplettförfattare. 
Kalisch, som hade judiska föräldrar, sökte i ungdomen sin utkomst på handelsbanan. Han vistades 1844–46 i Paris, där han umgicks med Georg Herwegh, Heinrich Heine, Karl Marx och Pierre-Joseph Proudhon. Efter 1846 ägnade sig han i Berlin åt författarbanan, där han vann framgång med farsen Ein Billet von Jenny Lind och lustspelet Einmal hunderttausend Thaler (1847). Det sistnämndas dragningskraft låg i det alldeles nya, på sitt område epokgörande sätt, varpå kupletten där var använd. 
Av hans farser, vilka vann oerhört bifall i Nordtyskland, kan nämnas Ein gebildeter Hausknecht ("En husdräng med bildning", 1862), Berlin wie es weint und lacht (bearbetning av Laurencins och Eugène Cormons "Paris qui pleure et Paris qui rit"; "Löjen och tårar", 1862) och Einer von unsre leut ("Vi äro alla lika", 1861). 
Kalisch uppsatte 1848 skämttidningen Kladderadatsch. Sina pjäser samlade han i Berliner Volksbühne (fyra band, 1864) och i Lustige Werke (fem band, 1870). Sina muntra, drastiska kupletter, ofta starkt kryddade med politisk satir, utgav han samlade i Berliner Leierkasten (tre band, 1857–66).